# Аддала-Шухгельмеэр
Аддала́-Шухгельмеэр (авар. Гlадамал щолареб мегlер) — горная вершина в восточной части Большого Кавказа, в системе Богосского хребта, в Дагестане. Является третьей по высоте горной вершиной в Дагестане, её высота достигает 4152 м над уровнем моря.

## Описание
Форма горы напоминает стягивающиеся к вершине гребни, поэтому с высоты птичьего полета Адалла-Шухгельмеэр похожа на звезду.
На юго-западе от горы расположен массив горы Бочек (4116 м), с запада к Аддале возвышается закованный в лед гребень, на котором находятся такие вершины, как пик Белякова (г. Беленги-меэр, 4053 м), пик Байдукова (г. Косараку-меэр, 4097 м), пик Чкалова (г. Анчобала-анда, 4150 м). В полукилометре к востоку, поднимаются вершины Тунсада (4013 м) и Ижинамеэр (4025 м). На Адаллу ведут многочисленные альпинистские маршруты.
Из-под ледников Аддала берут начало многочисленные притоки Аварского и Андийского Койсу, гора разделяет бассейны этих рек.
Неподалёку от Аддалы расположены сёла Цумадинского района Дагестана: Хонох, Хварши, Тинди.
На склоне горы, на высоте 2927 м, расположена самая высокогорная метеостанция России и Европы (если границу проводить по Кавказскому хребту) — «Сулак, высокогорная».

## История восхождений
Первым на гору совершил восхождение немецкий альпинист Готфрид Мерцбахер в 1892 году, из ущелья Беленги. Покорение Аддалы была заключительной в экспедиции Мерцбахера, до этого он исследовал ряд горных массивов Кавказа, вплоть до Алазанской долины. Восхождение на гору сопровождалось измерением её высоты. На момент подъёма на Адаллу, вопрос о её высоте был не ясен. Расположенная неподалеку вершина Бочох, считалась выше. Альпинисты, установив абсолютную высоту в 4140 метров, решили спор о приоритете Адаллы над Бочохом. Точная высота массива была определена только во второй половине XX века, с помощью высокоточных измерительных приборов.
В трудах Мерцбахера гора помечена как Сааратл, как оказалось, жители разных сел, разделённых высокими барьерами хребтов, называли эту гору по-своему.
В 1935 году на вершину поднялся академик Август Летавет и физик Игорь Тамм. В этом же году на вершине побывал профессор Делоне.
Каждый год местными альпинистами совершаются восхождения на вершину.
В 2009 году был снят фильм об экопоходе на Аддала-Шухгельмеэр, удостоенный Евразийской серебряной премии.